# Louis Sébastien Morel
Louis Sébastien Morel est un homme politique français né le 28 août 1758 et décédé à une date inconnue.
Procureur syndic du district d'Épernay, il est député de la Marne de 1791 à 1792. Il est ensuite commissaire du directoire près l'administration centrale de l'Yonne. Il est de nouveau élu député de la Marne au Conseil des Cinq-Cents le 24 germinal an VII. Favorable au coup d'État du 18 Brumaire, il siège au Corps législatif jusqu'en 1804.

## Sources
- « Louis Sébastien Morel », dans Adolphe Robert et Gaston Cougny, Dictionnaire des parlementaires français, Edgar Bourloton, 1889-1891 [détail de l’édition]